# Kvernane
Kvernane est une île norvégienne du comté de Hordaland appartenant administrativement à Askøy.

## Description
Il s'agit de deux étendues rocheuses et désertiques s'étalant sur environ 12 m de longueur pour une largeur approximative de 32 m.